# شرکت وام صنعتی
شرکت‌های وام صنعتی (ILC) یا بانک‌های صنعتی مؤسساتی مالی در ایالات متحدهٔ آمریکا هستند که کارشان امانت دادن پول است و ممکن است مؤسسات غیر مالی مالک آن‌ها باشند. با وجود اینکه چنین بانک‌هایی تابع سپرده‌های شرکت بیمهٔ سپرده فدرال و تحت نظارت ناظرین اف دی آی سی و دولت هستند، بر سر عدم نظارت ناظرین مالی بر شرکت‌های مادری همچون والمارت بحث وجود دارد.
«اعضای شرکت بیمهٔ سپردهٔ فدرال تابع مادهٔ ۲۳ ای و ۲۳ بی قانون سپرده‌گذاری فدرال هستند، مفادی که معاملات بانک‌ها با مؤسسات وابسته را محدود می‌سازد، با مؤسسات وابسته، از جمله شرکت‌های مادر.» (FDIC.gov)
شرکت‌های وام صنعتی مجاز هستند تا در ایالت‌های متعددی شعبه داشته باشد (این امر از سوی بسیاری از ایالات به شرط اقدام متقابل پذیرفته شده است) این شعب مجوز دولتی دارند و تحت بیمهٔ شرکت بیمهٔ سپردهٔ فدرال هستند. در حال حاضر مجوز این شعب از سوی هفت ایالت صادر شده، که بیشترین تعداد آن‌ها در ایالت اوتا بوده است. سایر ایالت‌هایی که با گشایش این شعب موافقت کرده‌اند عبارت‌اند از، کالیفرنیا، کلرادو، مینه‌سوتا، ایدیانا، هاوایی، و نوادا.
رتبه‌بندی ده بانک صنعتی بیمه بر اساس دارایی‌ها:
| رده‌بندی | نام بانک                        | مکان | دارایی        |
| ------- | ------------------------------- | ---- | ------------- |
| ۱       | Merrill Lynch Bank USA          | ut   | دلار۶۰٬۳۶۷    |
| ۲       | UBS Bank USA                    | UT   | دلار ۱۸٬۵۸۵٫۸ |
| ۳       | American Express Centurion Bank | UT   | دلار۱۵٬۹۳۳    |
| ۴       | Fremont Investment & Loan       | CA   | دلار۱۱٬۳۱۶٫۴  |
| ۵       | Morgan Stanley Bank             | UT   | دلار ۸٬۶۷۹٫۹  |
| ۶       | USAA Savings Bank               | NV   | دلار۷٬۰۹۹٫۶   |
| ۷       | GMAC Commercial Mortgage Bank   | UT   | دلار۴٬۸۷۲٫۵   |
| ۸       | GMAC Automotive Bank            | UT   | دلار ۲٬۴۲۹٫۵  |
| ۹       | Beal Savings Bank               | NV   | دلار۲٬۴۲۰٫۲   |
| ۱۰      | Lehman Brothers Commercial Bank | UT   | دلار ۲٬۴۲۰٫۲  |

شرکت‌های مؤسس بانک‌های صنعتی نیز عبارت‌اند از:، جنرال الکتریک، جنرال موتورز، مریل لینچ، مورگان استنلی، امریکن اکسپرس، تارگت کورپ، نارستروم، هارلی دیویدسون، فرست دیتا، گروه یونایتد هلث، بی ام دابلیو و سالی مای.
در ماه می سال ۲۰۰۵، شرکت وارن بوفه در برکشایر هاتاوی از برنامهٔ راه‌اندازی یکی از بانک‌های صنعتی در یوتا برای ادارهٔ وامهای مشتریان فروشگاه‌های تجهیزات خانگی‌اش در آر. سی ویلی خبر داد. انجمن بلو کراس و بلو شیلد، شرکت فورد موتور، تعاونی کریدیان و ایستگاه خانگی که در حال تصویب است.
در هر حال، دارایی‌هایی که توسط یکی از شرکت‌های وام صنعتی اداره می‌شوند بخشی از ماجرا هستند. توجه به میزان حقیقی ارزش دفتری وام از اهمیت بیشتری برخوردار است.

## ریشه‌های مفهوم
در سال ۱۹۱۰، آرتور جی. موریس (۱۹۷۳–۱۸۸۱)، شرکت پس‌اندازهای درست و قابل‌اعتماد را در منطقهٔ نورفولک ایالت ویرجینیا تأسیس کرد؛ شرکتی که وام‌های کوچکی تحت عنوان «موریس پلن» به طبقهٔ کارگر پرداخت می‌کرد. بر اساس این طرح، وام‌گیرندگان موظف بودند معرفی‌نامه‌ای از سوی دو تن از افراد هم‌طبقه از محل کسب درآمد خود برای اثبات اعتبارشان ارائه دهند. طبق توافق این افراد می‌بایست وام پرداختی را از طریق خرید گواهی‌نامهٔ صرفه‌جویی اقساطی در اقساط هفتگی برابر با ارزش اسمی وام، با کسر هزینه‌های صدور و هزینه‌های مربوط به تحقیق پرداخت می‌کردند.
بانک‌های موریس پلن در بیش از ۱۰۰ نقطهٔ ایالات متحدهٔ آمریکا گسترش داده شدند. این بانک‌ها در استفاده از بانکداری الکترونیک (از طریق توافق میان شرکت موریس پلن آمریکا، شرکت اصلی ادارهٔ بانک‌های موریس پلن، و اتحادیهٔ استودیبکر) و بیمهٔ عمر اعتباری، به واسطهٔ انجمن بیمهٔ موریس پلن پیشرو بودند. (مورد اخیر برای زمانی که وام‌گیرنده در دورهٔ بازپرداخت وام از دنیا می‌رفت، بدون آنکه چیزی از املاک وی مصادره شود، در نظر گرفته شده بود)